# 1998 WV5
1998 WV5 är en asteroid i huvudbältet som upptäcktes den 18 november 1998 av de båda japanska astronomerna Takeshi Urata och Yoshisada Shimizu vid Nachi-Katsuura-observatoriet.
Asteroiden har en diameter på ungefär 15 kilometer.